# Sección estratotipo y punto de límite global

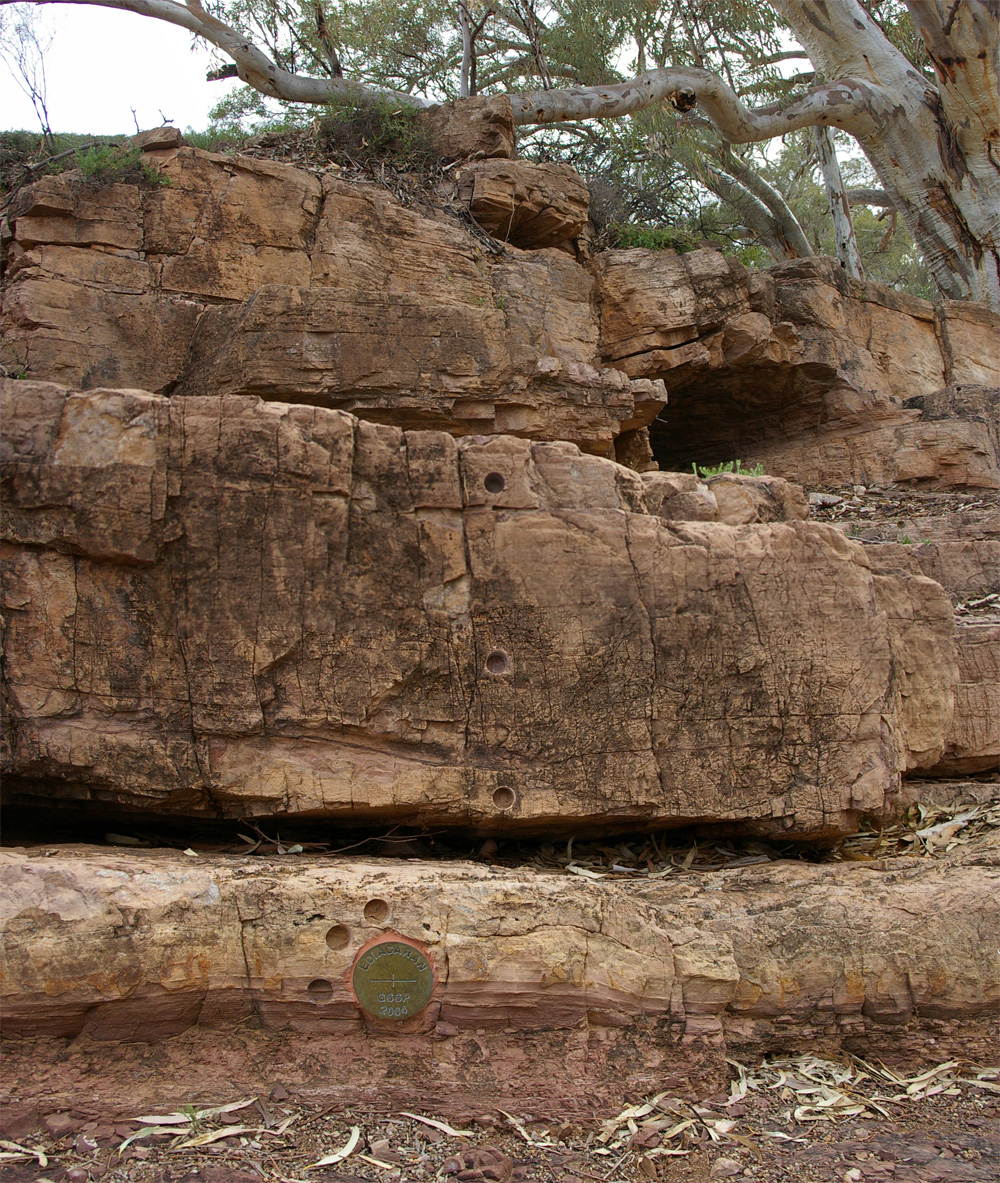
Ejemplo de punto de límite global en su sección estratotipo: «clavo dorado» (disco de bronce en la mitad de un estrato) que marca formalmente el límite inferior del sistema (y periodo) Ediacárico, que se encuentra en los montes Flinders, en Australia Meridional.

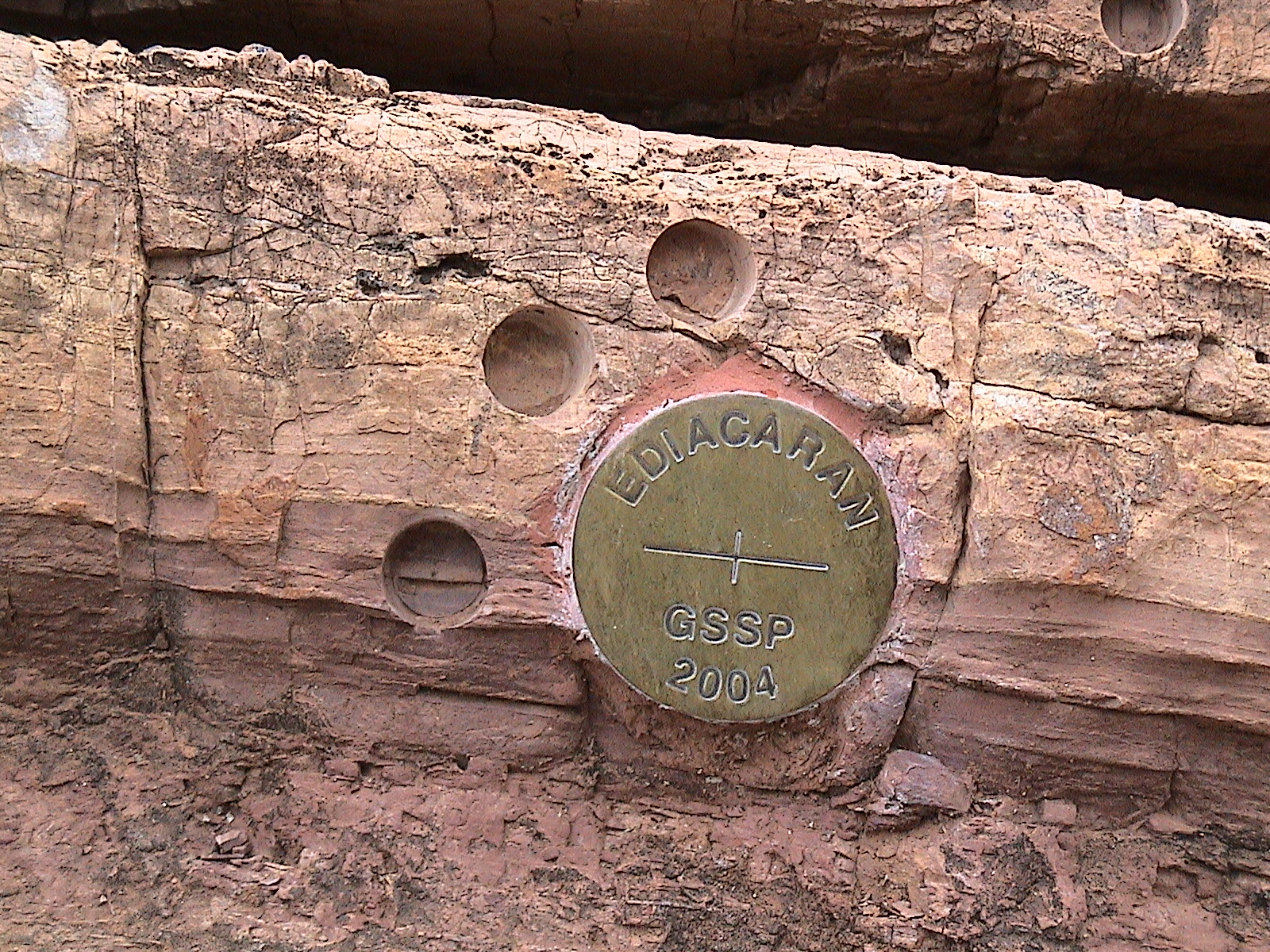
Detalle de la marca conocida como «clavo dorado», que señala sobre el terreno el punto exacto del límite (las perforaciones cilíndricas en los estratos por encima y por debajo del límite corresponden a muestras tomadas para análisis paleomagnéticos).

Una sección estratotipo y punto de límite global (Global Boundary Stratotype Section and Point, abreviado GSSP) es un punto dentro de un horizonte o nivel estratigráfico (horizonte-guía o estratotipo-límite) reconocido en una sección estratigráfica (estratotipo o localidad tipo) acordada internacionalmente que sirve de referencia para un determinado límite en la escala cronoestratigráfica internacional. El primer GSSP en ser definido formalmente fue el de la base del Lochkoviense (límite entre el Silúrico y el Devónico) en 1972, un trabajo coordinado por la Comisión Internacional de Estratigrafía, una comisión permanente de la Unión Internacional de Ciencias Geológicas. Los GSSP se establecen para definir los límites inferiores de los distintos pisos, unidades estratigráficas básicas de la escala cronoestratigráfica y basados principalmente en cambios paleontológicos. Son la referencia material, tangible, para la escala temporal geológica. A fecha de 2025 han sido aprobados 82 de los 104 GSSP requeridos.

## Características
La Comisión Estratigráfica Internacional requiere que las secciones estratotipo y puntos de límite global cumplan determinados requisitos. Algunos son:
- Deben definirse en secciones estratigráficas que tengan un buen afloramiento, con una potencia (espesor) que garantice un suficiente intervalo de tiempo registrado.
- Sedimentación continua, sin hiatos ni niveles condensados en las proximidades del límite. Deben poder separarse fácilmente los eventos sucesivos.
- No deben mostrar alteraciones tectónicas ni sinsedimentarias.
- No deben haber sufrido metamorfismo o fuertes alteraciones diagenéticas. Deben poder identificarse señales paleomagnéticas y geoquímicas.
- Deben poseer abundancia y diversidad de fósiles bien conservados a lo largo de toda la sección. La elevada diversidad aumenta la posibilidad de correlaciones con otros lugares.
- Ausencia de cambios de facies en el límite o sus proximidades. Los cambios que afecten a las condiciones ecológicas pueden alterar significativamente la presencia de algunos especies en una localidad determinada.
- Facies favorables a las correlaciones bioestratigráficas en largas distancias. Suelen corresponder a medios sedimentarios de mar abierto, en los que son más comunes las especies con distribución geográfica amplia. Se deben evitar los sedimentos de medios costeros y, sobre todo, continentales.
- Deben encontrarse en lugares accesibles, no remotos o que requieran expediciones costosas. Las autoridades correspondientes deben garantizar la protección del lugar y el acceso a la investigación a cualquier estratígrafo, independientemente de su nacionalidad.